# Lambda Equulei
Lambda Equulei (2 Equulei) é uma estrela dupla na direção da constelação de Equuleus. Possui uma ascensão reta de 21h 02m 12.51s e uma declinação de +07° 10′ 47.3″. Sua magnitude aparente é igual a 6.72. Considerando sua distância de 332 anos-luz em relação à Terra, sua magnitude absoluta é igual a 1.68. Pertence à classe espectral F8.